# Платформенные тележки

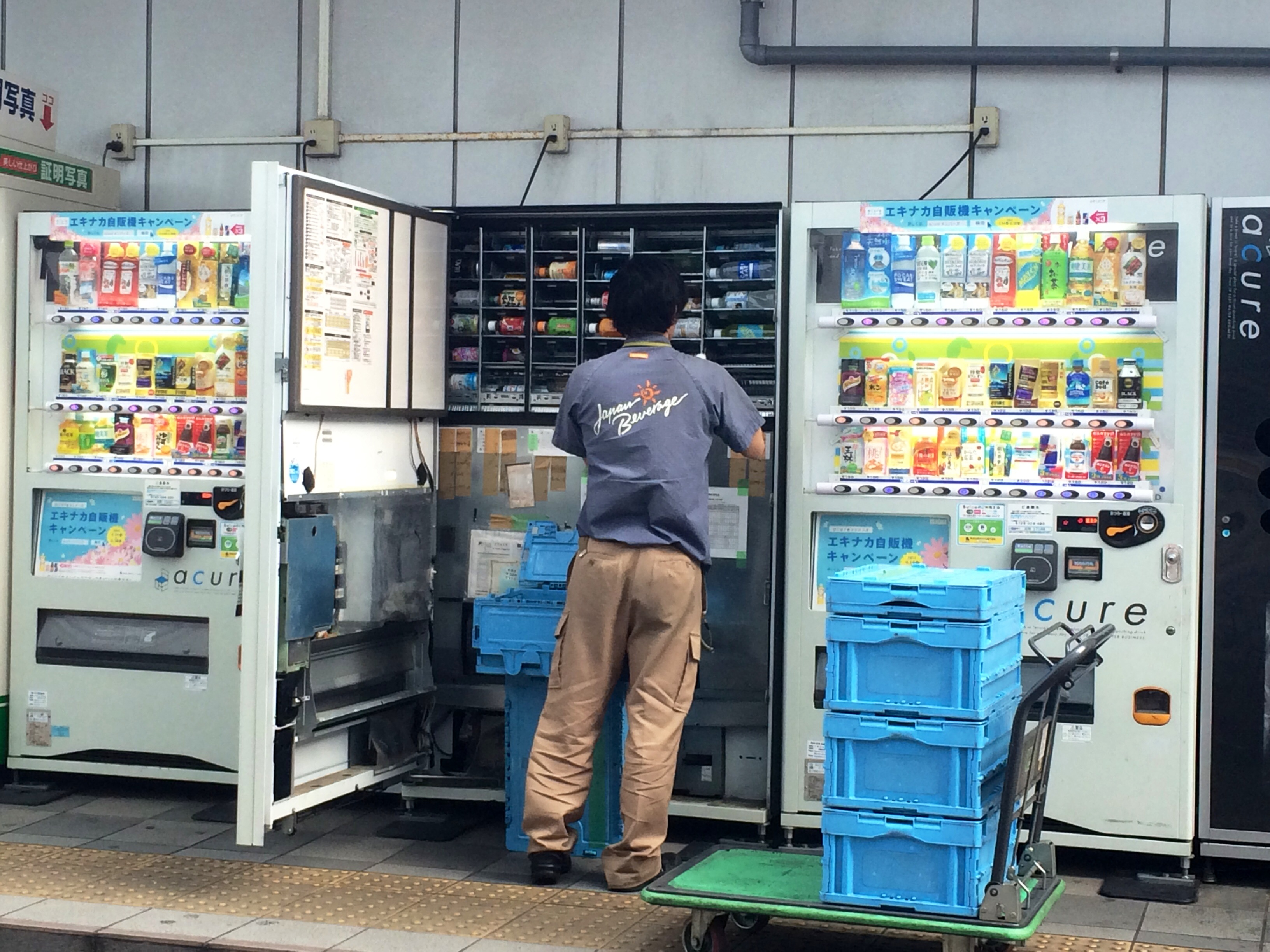
Использование платформенной тележки для загрузки товаров в торговый автомат

Платформенные тележки — наиболее распространенный вид складских тележек. Они могут использоваться не только в складском деле, но и на заводах, в оптовой и розничной торговле, в некоторых случаях даже в быту. Весь ассортимент платформенных тележек классифицируется по следующим показателям: тип платформы, тип колесных опор, грузоподъемность, наличие дополнительных элементов, например, ручек или бортов, колес.

## Описание
Основа и главная часть каждой тележки — платформа. Существует два типа платформ: сплошная и решетчатая. Сплошная платформа может иметь настил из таких материалов, как фанера, резина, металл или резинопластик. Фанерное покрытие самое ненадежное, так как оно больше всех подвержено внешнему воздействию, например, воздействию температуры или погодных условий. Наиболее популярны настилы из резинопластика, которые помогают грузу не скользить и остаться на месте. Но самый прочный и надежный, конечно, металлический настил: прочный, жесткий, долговечный. Решетчатые платформы в основном используют в случае крупногабаритных грузов. При этом конструкция тележки выглядит внешне легче, не теряя при этом качеств жесткости, которыми обладают тележки со сплошной платформой.
Колесные опоры тележки могут изготавливаться из следующих материалов: резина, полиамид, полиуретан. Покрытие поверхности колеса может быть либо резиновым, либо изготовлено из полиуретана. По своим функциональным качествам колесные опоры могут быть поворотными или нет. Наиболее распространено сочетание этих двух типов колес, что придает больше маневренности и управляемости.
Грузоподъёмность платформенной складкой тележки находится в интервале от 150 до 750 кг. На этот фактор, безусловно, влияет вид тележки и тип колес, а он в свою очередь диктует размеры самой тележки, а следовательно и габариты грузов. Наиболее распространенное значение данного показателя: 300—400 кг.
К дополнительным конструктивным особенностям тележек относятся борта и ручки. Необходимость данных решений обуславливается областью использования платформенной тележки. Сетчатые борта, например, позволят перевезти без потерь большое количество мелких грузов.
Вывод из всего вышесказанного заключается в том, что модель и параметры платформенной тележки следует выбирать из условий её эксплуатации и планируемых нагрузок.